# Japanse Grondwet

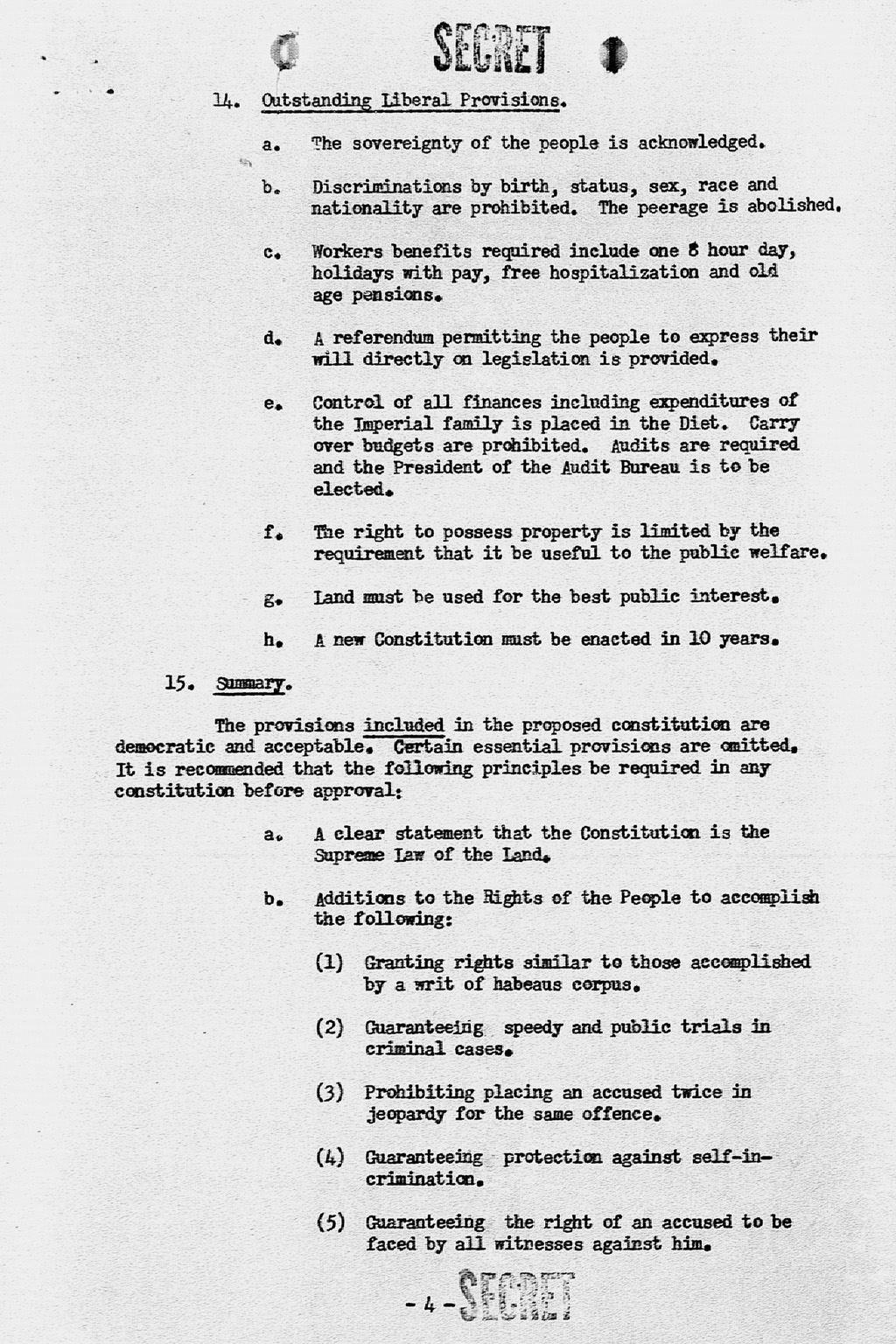
De Japanse grondwet is grotendeels opgesteld door Amerikaanse juristen. Dit is een geheim memo geschreven door enkele van deze juristen.

De Japanse Grondwet, officieel de Grondwet van de Staat Japan (Shinjitai: 日本国憲法 Kyūjitai: 日本國憲法, Nihon-Koku Kenpō) is de fundamentele wet van de naoorlogse soevereine staat Japan. De grondwet werd in haar huidige vorm officieel afgekondigd op 3 november 1946, en werd daadwerkelijk van kracht op 3 mei 1947.
De grondwet regelt onder andere hoe de Japanse overheid ingericht is; een parlementair systeem waarbinnen de keizer van Japan geen politieke macht meer heeft, maar enkel een symbool van het land en het volk is. Ook legt de grondwet het recht van Japan om een oorlog te beginnen, dan wel deel te nemen aan een oorlog, sterk aan banden.

## Geschiedenis

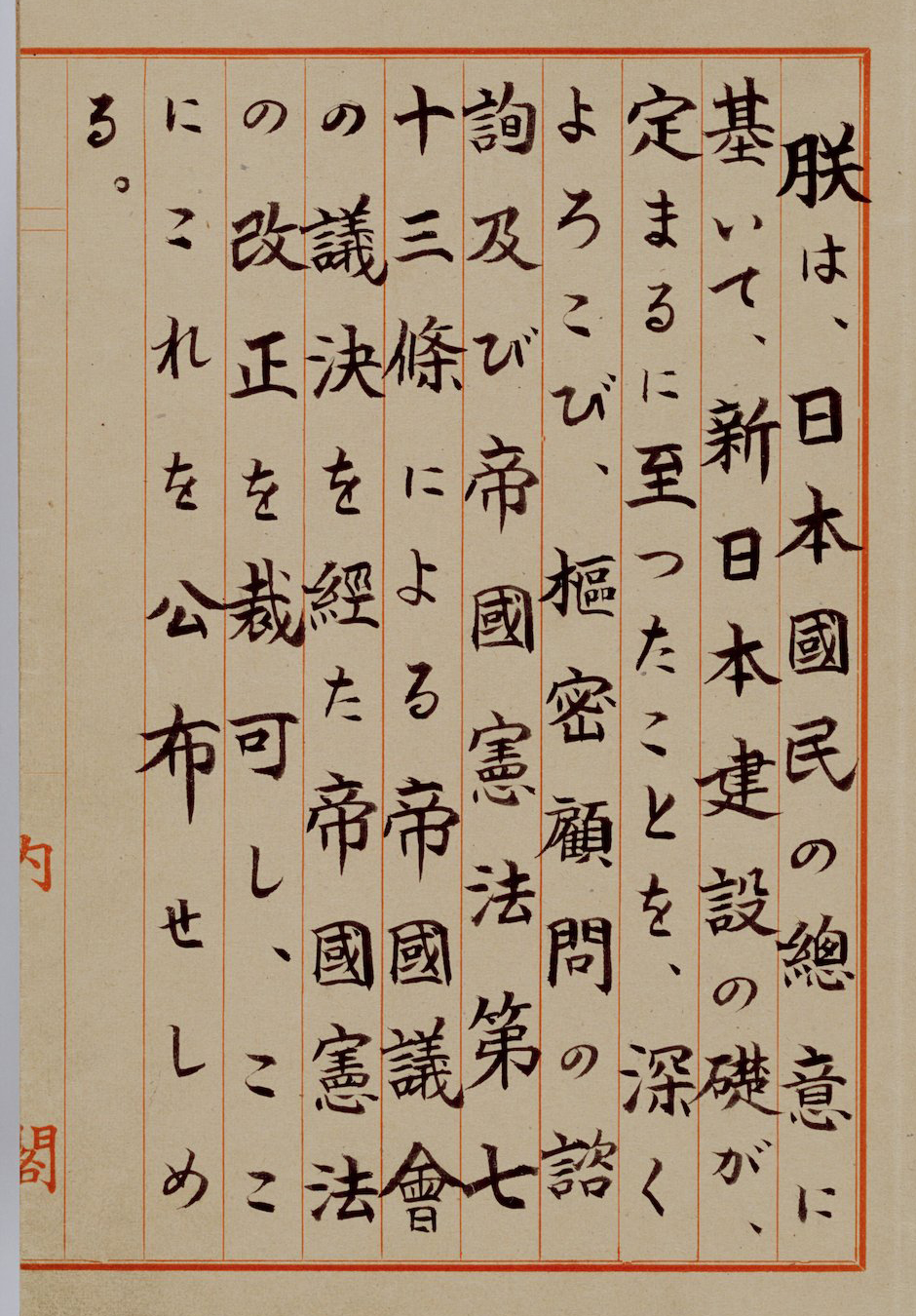
"Woorden van de Keizer"

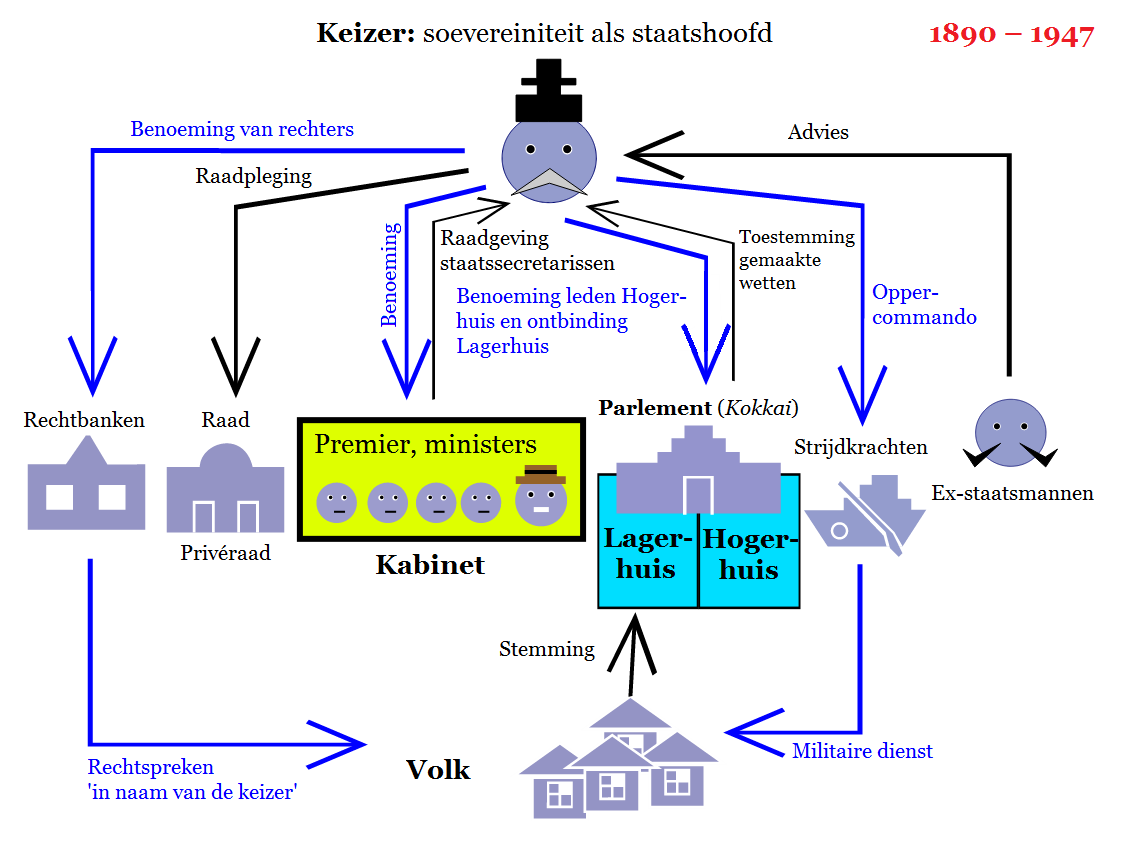
De Japanse politieke situatie ten tijde van de Meiji-grondwet

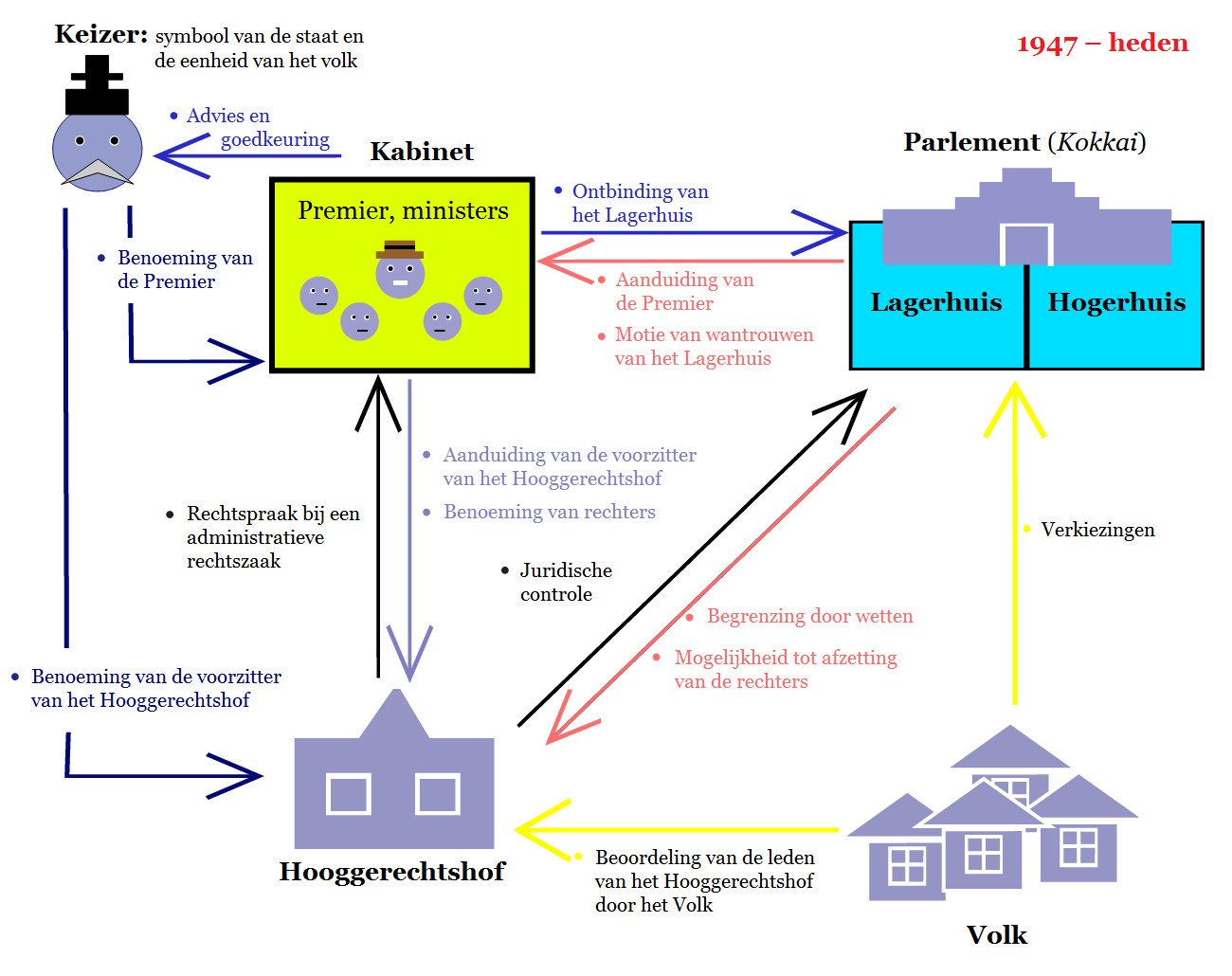
De Japanse politieke situatie na invoering van de huidige grondwet in 1947

De eerste voorloper van de grondwet was de Meiji-grondwet, ook wel grondwet van het keizerrijk Japan genoemd. Deze werd opgesteld in 1890 naar aanleiding van de Meiji-restauratie in 1868. Deze grondwet maakte van Japan een absolute monarchie gebaseerd op het Pruisische systeem.
De moderne naoorlogse grondwet werd opgesteld tijdens de bezetting van Japan, direct na de Tweede Wereldoorlog. De opstelling begon met het opstellen van de verklaring van Potsdam door de geallieerde leiders Winston Churchill, Harry S. Truman, en Chiang Kai-Shek. Hierin werd gesteld dat de Japanse overheid alle obstakels die de wederopbouw en versterking van een democratisch Japan in de weg stonden, moest verwijderen. Hiervoor moesten onder andere vrijheid van meningsuiting en vrijheid van religie worden ingevoerd.
Veel Japanse politici, waaronder keizer Hirohito en toenmalig premier Shidehara Kijuro, waren terughoudend over het vervangen van de Meiji-grondwet door een nieuwe, meer liberale grondwet. De Supreme Commander for the Allied Powers (SCAP) stelde toch een aantal Japanners aan om de grondwet te herzien en zodoende de democratie beter te verankeren. De uitkomst ging de SCAP niet ver genoeg. Tussen 4 en 10 februari 1946 werkten een aantal Amerikanen, waaronder Milo Rowell en Courtney Whitney, intensief aan een nieuwe grondwet. Het resultaat werd op 13 februari aan Japanse hoge ambtenaren gepresenteerd en op 6 maart lag de tekst bij het Japanse kabinet. Op 21 juni presenteerde het kabinet zijn eigen voorstel, in essentie de Amerikaanse tekst maar met aanpassingen die het Japanse volk beter zou begrijpen. Na discussies en debatten in de Kokkai werd het voorstel op 3 november 1946 goedgekeurd. De ingangsdatum was 3 mei 1947.
Het feit dat de grondwet grotendeels door buitenlanders is opgesteld is al sinds de invoering onderwerp van controverse in Japan, met name sinds het einde van de bezetting in 1952. Er zijn herhaaldelijk pogingen ondernomen om de grondwet te wijzigen volgens een meer op Japanse leest geschoeide opzet.

## Opzet
De volledige grondwet bestaat uit 103 artikelen verdeeld in 11 hoofdstukken:
- I. De keizer (1–8), met als belangrijkste thema dat de macht van de keizer overgaat naar het volk. De rol van de keizer wordt beperkt tot symbool van de staat en de nationale eenheid zonder politieke macht;
- II. Verwerping van de oorlog (9)
- III. Rechten en plichten van het volk (10–40), inclusief gelijkheid voor de wet en vrijheid van meningsuiting. In artikel 14 staat de gelijkheid van man en vrouw en in artikel 24 krijgt de vrouw evenveel rechten binnen het huwelijk als de man. Deze laatste twee bepalingen waren zelfs in de Verenigde Staten niet verwezenlijkt;
- IV. De Kokkai (41–64), voor beide kamers worden de leden gekozen en hier ligt de macht van de staat besloten.
- V. Het Kabinet (65–75), is verantwoording schuldig aan de Kokkai en de kabinetsleden worden, voor de meerderheid, gekozen uit de leden van de Kokkai.
- VI. Rechterlijke macht (76–82)
- VII. Financiën (83–91)
- VIII. Lokale overheden (92–95)
- IX. Amendementen (96)
- X. Hoogste wet (97–99)
- XI. Supplementaire voorzieningen (100–103)

Het volledige document omvat ongeveer 5000 woorden.